# Positivlisten
Positivlisten (eller Positivlisten 2011. Fortegnelse over tilsætninger til fødevarer) var Fødevarestyrelsens liste over de stoffer, det er tilladt at bruge i fødevarer, som fremstilles og handles i Danmark. Den erstattedes af EU-listen.

## Eksterne links
- Fødevarestyrelsen: Positivlisten 2011. Fortegnelse over tilsætninger til fødevarer (Webside ikke længere tilgængelig)